# Alessandro Mari
Alessandro Mari, né le 17 mars 1980 à Busto Arsizio, est un romancier et traducteur italien.

## Biographie
Il obtient en 2005 un diplôme en langues étrangères et littérature  grâce à une thèse sur le postmodernisme dans les œuvres de l'écrivain américain Thomas Pynchon. 
Son premier roman, Les Folles Espérances (Troppa Umana Speranza), une grande fresque de l'Italie du Risorgimento, reçoit le prix Viareggio 2011.
Il a également traduit en italien des œuvres de Patti Smith et Jimi Hendrix.

## Œuvres

### Romans
- Troppo umana speranza (2011) Publié en français sous le titre Les Folles Espérances, traduit par Anna Colao, Paris, Albin Michel, 2015, 963 p.  (ISBN 978-2-226-25975-2)[1] ; réédition, Paris, LGF, coll. « Le Livre de poche », 2017
- Banduna (2012)
- Gli alberi hanno il tuo nome (2013)
- L’anonima fine di Radice Quadrata (2015)

### Les Folles Espérances
Le roman (2011 en italien, 2015 en français) entremêle plusieurs intrigues, se déroulant dans les années 1830-1850, dans divers lieux, et dont les personnages, partiellement historiques, finissent par se réunir lors de la Révolution italienne (Risorgimento).
- Haut-Milanais, village de Sacconago, Busto Arsizio, le trimballe-merde Colombino et son mulet Astolfo, son père Don Sante, Vittorina et sa famille, Emilia, le forgeron Tempesta, l'ami Crapa, Adele.
- Milan, le peintre Lisander (Pastagalli), son amie prostituée Chiarella, ses amis les Romantiques de Traviole, son amante donna Teresa (Malesani), Frodo, Le Mal-Né.
- Rome, Leda, son ami Lorenzo, sœur Arcangela, Faustina, Sir John John.
- Brésil, République Riograndense (1836-1845), République Juliana, Guerre des Farrapos (1835-1845), Don José Giuseppe Garibaldi (1807-1882), Pietro Grossi, Bento Gonçalvès, Italo, Gino, John Griggs, Abrao Le Gros, Joao Le Grand, Canabarro (1796-1867), Antonio Le Muet, Texeira, Luigi Rossetti...
- Brésil, Laguna, Ana Maria, devenue Aninha, puis Anita Garibaldi (1821-1849), San Simao, Manoela, Carla Renza, Immacolata.
- Gênes, Leda, Nando, sir John John, Colombino et Astolfo, le docteur Giacomo (Giuseppe Mazzini), Mandén, Benedetta, Albertina, Jacopo-Canale, Framassonne, Raimondo Doria, Strozzi, Mario Drago.
- Gênes, Colombino emprisonné, Jacopo Framassonne, les gardiens de prison Samuele et Giovanni, Sabina.
- Montevideo, Menotti, Peppino Domio, Fabri, GianFarinata, Grande Guerre (Uruguay) (1843-1851), Garibaldi sauveur de la nation, Anzani.
- Milan, (Lisander) Pestagalli devenu photographe, le musicien Giuseppe (Giuseppe Verdi (1813-1901)), Floro, Igino, Carlino, Carlo, Gégé Gerolamo, Pietro, production de calopornies, asile de la Senavra, Giovanna la Tisonnière, Anna Lucia (fille de Chiarella), Luisa, Ausilia, Enrichetta.
- Rome, pape Grégoire XVI, pape Pie IX, C'est-pas-d'l'Or, C'te-Pitié, entrevue papale.
- Londres, le Maestro (Mazzini) ou Pippo, Massèi, (Leda) Lorenza Maranto, Mrs Margaret, Oliver, Albertin, Pistrucci, Bucalossi, Michele, Feliciana, Nicole Fabrizzi, Ngely, Emilie & Caroline Ashurst.
- Gênes, Nice, Aninha et ses enfants, et Rosa, la mère de Garibaldi.
- Londres-Paris-Milan : Le Maestro Pippo Giuseppe Mazzini, sa mère, sa sœur Antonietta, Lorenza-Leda, Massèi, Gabrio le céramiste.
- Gênes, Colombino libéré assiste au débarquement de Garibaldi, est enrôlé.
- Milan, Lisander photographie les barricades, recueille Leda en fuite, Anna-Licia, Ausilia.
- Gênes-Milan-Turin-Savone-Milan : Garibaldi mis de côté, son chien Querello, son ordonnance Colombino.
- Varese-Milan-Turin-Bergame-Milan-Lac Majeur : Garibaldi dérouté, Niala, Leggiero. Au Lac de Varese, Garibaldi envoie Colombino chercher femme.
- Milan-Lugano : Pippo, Leda, Susan (mère de Procida), fuite de Suisse.
- Saccorrago : Colombino, Adele, Crapa.
- Milan : Lisander et le Mal-Né mettent en scène et en calotype un chantage autour de donna Teresa, efficace, permettant l'installation dans un hangar, Lisander retrouve sa sœur Marta.
- Marseille : expulsés de Suisse, Aninha, Domio (en pension), Teresita, Picciotti, les Deidery.
- Rome : parmi les nouveaux élus de l'assemblée romaine, Garibaldi, Mazzini, vite triumvir, mais impuissant.
- Rome, Leda interceptée par Nando, prisonnière de John Frye, victime de Mathias, bombardement, évasion grâce à Nando.
- Milan : Lisander et Anna-Lucia réalisent la première Imagination, Marta, incendie du hangar.
- Apennins puis Saint-Marin, fuite de Garibaldi et de sa Légion, mort d'Anita.
- Gênes : Garibaldi emprisonné, avant un exil africain.
- Saccorrago : Colombino et Vittorina.
- Londres : Leda, Ngely.